# 五人廻し
五人廻し（ごにんまわし）は、落語の演目の一つ。

## あらすじ
関東の遊廓には「廻し」という制度がある。一人の遊女が一夜に複数の客の相手をするのであるが、遊女の嫌な客になると長時間待たされたり、ひどいのにはちょっとしか顔を見せない「三日月振り」や、全く顔を見せない「空床」「しょいなげ」、来てもすぐ寝る「居振り」などがあるので、客はたまらない。しばしばもめ事が起こってしまう。
そんな客の苦情を一手に引き受けるのは、「若い者」「妓夫太郎」（ぎゅうたろう）と呼ばれる男性従業員である。吉原のある遊廓、遊びは終わって、客と遊女が床にはいる大引け（午前2時ごろ）も過ぎたころ、若い者は、客たちからお目当ての遊女が来ないと文句を言われて四苦八苦である。
一人目の客からはさんざん毒づかれて、吉原の由来まで聞かされた揚句、「ぐすぐすしてやがると、頭から塩かけてかじっちゃうぞっ！！」と一喝される。
「少々御待ちを願います。ええ、喜瀬川さんえ」と汗だくになって遊女を探しているが、二人目の客に「ちょいと廊下ご通行の君」と呼ばれる。今度は薄気味悪い通人で、ねちねちと責められ、「君の体を花魁の名代として拙に貸し給え。」と迫られ、焼け火箸を背中に押しつけられそうになる。
ほうほうの態で逃げ出すと、三人目の客に捕まる。権柄づくの役人で「小遣！給仕！」と呼ばれ、さんざん文句を並べて「この勘定書きに、娼妓揚げ代とあるがね。オイ、こら何じゃ。相手が来んのに揚げ代が払えるか。法律違反じゃよ。」と責められる。
「へえ。お待ちくださいまし。」と逃げだせば、四人目の客が「若けえ衆さあん。若へえ衆さあん。ちょっくらコケコ！」と呼んでいる。「鶏だね。どうも。・・・へい。何でげす。杢さんじゃありませんか。」見れば馴染みの田舎客である。
だが、この田舎客も前の三人と同じ苦情を並べたて「ホントにホントにハア。ホントにイヤになりんこ。とろんこ。とんたらハア。トコトンヤレ、トロスク、トントコｵ。ｵウワアイ！」と意味不明の叫びをあげて若い者を呆れさせる。
そんな騒ぎをよそに遊女の喜瀬川はお大尽と遊んでいるが、若い者の知らせにお大尽の方が気にして「おい。花魁。どうも困ったことじゃな。ワシが揚げ代を他の四人に渡してやるちゅうに、帰ってもらうべえ。」「じゃあ、わちきにもお金をくんなまし。」「お前に銭こ渡してどうする。ほれ。」「ありがと。じゃ、このお金を主さんに上げますから、四人と一緒に帰ってくんなまし。」

## 概略
廓噺の代表的な演目である。明治末期～大正時代にかけて、名人と呼ばれた初代柳家小せんが、今日の演出を完成した。六代目三遊亭圓生、五代目古今亭志ん生も小せんから教えてもらっている。なお、圓生は、サゲが地味すぎるとの理由で田舎客の叫び声のあと「お馴染みの『五人廻し』でございます。」の終わり型を採り、サゲの五人目の代わりに押入れに入って「てえへんだ。おれの女がいねえ。天井裏をさがすんだ。」と大騒ぎする客を入れて五人にしている。
噺自体は古く、「七人廻し」の演出もあった。歌舞伎にも取り入れられ、澤村宗十郎の家の芸である『高賀十種』の一つにある『百人町浮名読売』（1852年初演）に「五人廻しの場」として噺がそのまま演じられる。
客一人一人の描写は難しく、一人目の立て板に水の能弁。二人目の絡みつくようなねちこさ。三人目の漢語交りの可笑しさ。四人目の訛りの技巧などを使い分けねばならない。その上に、今は存在しない廓の雰囲気を観客に伝えねばならず、かなりの技量が求められる。

## 歴史
- 1940年（昭和15年）9月20日 - 警視庁は卑俗的で低級であるとして、五人廻しを含む53演目を上演禁止とした（禁演落語）[1]。